# Hoge Raad van Holland, Zeeland en West-Friesland

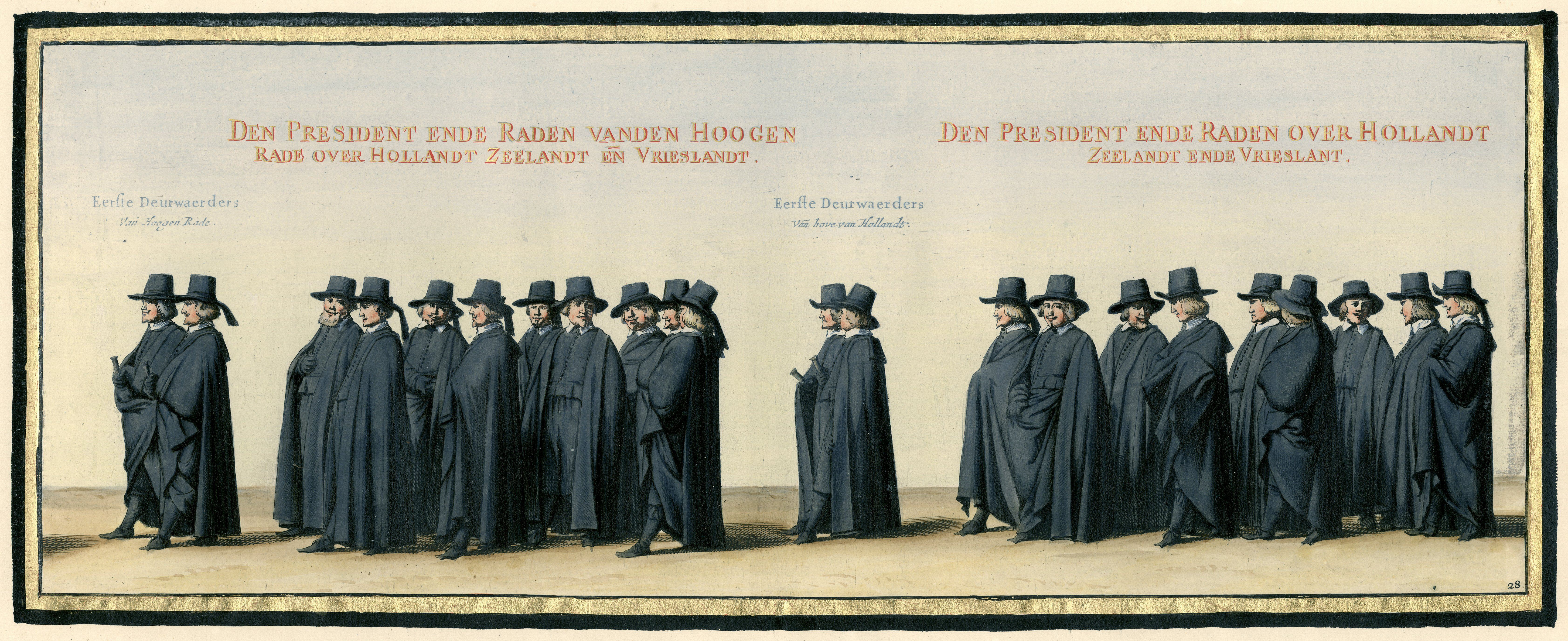
De Hoge Raad van Holland, Zeeland en West-Friesland bij de begrafenis van Frederik Hendrik (1647)

De Hoge Raad van Holland, Zeeland en West-Friesland, ook kortweg Hoge Raad van Holland en Zeeland, was vanaf 1581 het hoogste gerecht voor deze provincies.
Het streven naar eenheid van rechtspraak onder één hoogste gerecht voor Nederland had in de vijftiende eeuw al geleid tot de oprichting van de Grote Raad van Mechelen. De rechtseenheid onder dit hoogste gerechtshof in de Bourgondische Nederlanden hield op toen een aantal provincies in 1581 met het Plakkaat van Verlatinghe de Spaanse koning niet meer als landsheer erkenden. De (noordelijke) provincies hernieuwden ook in rechterlijk opzicht hun zelfstandigheid. In beginsel had elke province een hoogste gerecht, het Hof. Het was de bedoeling om als opvolger hier van de Grote Raad van Mechelen een eigen supraprovinciaal gerechtshof op te richten, de Hoge Raad. Dat geschiedde daadwerkelijk in 1582, maar de enige provincies die deze Raad erkenden, waren Holland en in 1587 Zeeland; de andere bleven liever hierin autonoom en regelden een revisie op andere wijze. De Hoge Raad bleef tot 1795, toen de Bataafse Republiek werd uitgeroepen, bestaan.
De leden van de Hoge Raad werden deels benoemd door de Staten van Holland en West-Friesland en deels door de Staten van Zeeland. Zijn beroemdste lid is Cornelis van Bijnkershoek (1673-1743), raadslid vanaf 1704 en president van 1723 tot zijn dood. Sommige raadsleden maakten notities van de zaken die voor de Hoge Raad speelden (zo Pieter Ockers, van 1669 tot 1678 raadsheer), maar die van Van Bijnkershoek zijn het bekendst. Ze geven een goed beeld van de manier waarop binnen de Hoge Raad de beslissingen tot stand kwamen en hoe inheems en Romeins recht naast elkaar werden toegepast. Na zijn dood werden ze door Willem Pauw tot 1787 voortgezet.
Hoewel het hoogste gerecht in Nederland sedert 1838 ook Hoge Raad heet, en er in de tussenliggende tijd vanaf 1806 een Hooggerechtshof was, kan men maar met enige moeite van een continuïteit met de Hoge Raad van Holland en Zeeland spreken. Die was voor slechts twee provincies het hoogste gerecht en verder deels ook feitenrechter. De huidige Hoge Raad der Nederlanden doet geen uitspraken meer over de feitelijke toedracht van een zaak.